# ルンドゥプ県
ルンドゥプ県（ルンドゥプけん）は中華人民共和国チベット自治区ラサ市の県の一つ。県政府所在地は甘丹曲果鎮。
県名はチベット語で「天然に形成された地方」の意。

## 行政区画
1鎮、9郷を管轄：
- 鎮：甘丹曲果鎮
- 郷：春堆郷、松盤郷、強嘎郷、卡孜郷、辺交林郷、江熱夏郷、阿朗郷、唐古郷、旁多郷

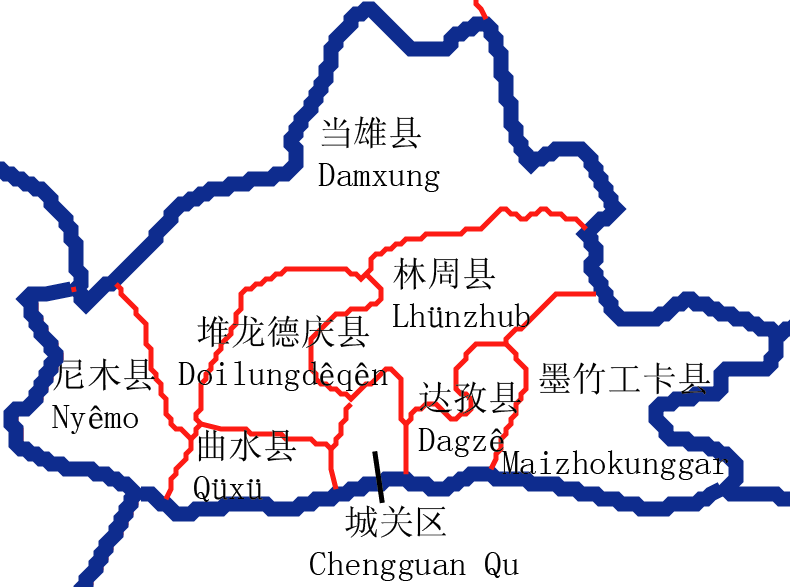
ラサ市の行政区画